# The Temper Trap (album)
The Temper Trap – album australijskiego kwartetu The Temper Trap, który został wydany 5 czerwca 2012 roku.

## Lista utworów
1. "Need Your Love"
2. "London’s Burning"
3. "Trembling Hands"
4. "The Sea Is Calling"
5. "Miracle"
6. "This Isn’t Happiness"
7. "Where Do We Go From Here"
8. "Never Again"
9. "Dreams"
10. "Rabbit Hole"
11. "I’m Gonna Wait"
12. "Leaving Heartbreak Hotel"